# 甜瓜汁 (HKT48單曲)
《蜜瓜汁》（日语：メロンジュース），是日本女子偶像團體HKT48的第二張單曲唱片，於2013年9月4日由日本環球音樂發行，共推出四種不同的版本。

## 簡介
在2013年6月13日的「Team H「博多傳奇」公演」時公佈了新單曲將於9月4日發售後，A面曲《蜜瓜汁》則是於7月20日的盛夏的巨蛋巡迴福岡巨蛋站中首次演出。
主打A面曲《蜜瓜汁》雖然仍走充滿朝氣、維持著正統偶像風格的歌曲路線，但卻是HKT48第一次挑戰龐克搖滾（Punk Rock）類型的音樂。A面曲《蜜瓜汁》的MV由曾經導演過上一张单曲唱片B面曲《单相思的唐扬》的土屋隆俊執導，並在7月14日於TBS所經營、位於橫濱市的Live House「橫濱BLITZ」內拍攝。除了與HKT48成員同台表演的支援樂手之外，還有在官方網站上公開募集後抽選而出的1千名一般民眾參與演出，扮演台下的演唱會聽眾。配合強烈的歌曲節奏與旋律，由竹中夏海負責編舞的舞蹈蘊含許多龐克搖滾的要素，例如激烈的甩頭動作（Headbanging），參與演唱的兒玉遙、宮脇咲良與指原莉乃甚至嘗試做出將保特瓶或口中含著的清水潑灑或吐向觀眾等、搖滾歌手經常會在演唱會中做出的激烈動作。成員兼劇場經理人指原莉乃在接受媒體訪問時指「這是一首容易帶動台下聽眾情緒，一起呼口號與做出回應動作的曲子。」
單曲依舊發行4個版本，在日本國內共發行Type-A、Type-B、Type-C與劇場版（劇場盤）四個版本。四個版本均收錄A面曲《蜜瓜汁》與第一B面曲《在那裡思考些什麼？》（そこで何を考えるか？），但第二B面曲則按版本的不同而有不同的配置。Type-A、-B、-C除了歌曲CD外，也同時附有含新曲MV的DVD和特典（特別典藏附贈產品）。而Type-A、-B、-C又可進一步分為新作推出時發行的初回限量版，與之後長期一般銷售的普通版，兩版本的CD和DVD收錄內容均相同，分別僅在於其附有的特典產品項目不同。

## 版本與收錄內容

### Type-A
包括Type-A在內、所有版本的唱片封面皆是由曾帶動漂浮攝影（浮遊写真）風潮的攝影師青山裕企拍攝，以位於東京八王子的校園為背景，HKT48成員身著學生制服風格的服裝，拍出混合漂浮與靜態攝影印象的照片。其中，Type-A的封面照片是由選拔成員田島芽瑠、指原莉乃、岡田栞奈、本村碧唯、村重杏奈、兒玉遥與朝長美櫻7人共同參與拍攝。唱片包裝中的收錄內容如下：
CD
1. 《蜜瓜汁》（メロンジュース）
2. 《在那裡思考些什麼？》（そこで何を考えるか？）
3. 《希望的海流》（希望の海流）：小分隊「甘口姬」（[註 1]）演唱曲
4. 《蜜瓜汁》純配樂（Instrumental）版
5. 《在那裡思考些什麼？》純配樂版
6. 《希望的海流》 純配樂版

DVD
1. 《蜜瓜汁》MV
2. 《希望的海流》MV
3. 《暑假自由研究的發表》（夏休み自由研究発表）

附贈特典
- 全國握手會參加券（只限初回限定版）
- 口袋學生行事曆（Pocket school calendar，16個款式中隨機封入1款）

### Type-B
Type-B的封面照片是由選拔成員兒玉遙、田島芽瑠、指原莉乃、宮脇咲良、森保圓、朝長美櫻、渕上舞和松岡菜摘等8人共同拍攝。收錄內容如下：
CD
1. 《蜜瓜汁》
2. 《在那裡思考些什麼？》
3. 《泥之节拍器》（泥のメトロノーム）：小分隊「旨口姬」（[註 2]）演唱曲
4. 《蜜瓜汁》純配樂版
5. 《在那裡思考些什麼？》純配樂版
6. 《泥之节拍器》純配樂版

DVD
1. 《蜜瓜汁》MV
2. 《泥之节拍器》MV
3. 《暑假自由研究的發表》

附贈特典
- 全國握手會參加券（只限初回限定版）
- 口袋學生行事曆（16個款式中隨機封入1款）

### Type-C
Type-C的封面照片是由選拔成員穴井千尋、多田愛佳、宮脇咲良、秋吉優花、岡本尚子、田島芽瑠、谷真理佳、朝長美櫻花等8人共同拍攝。收錄內容如下：
CD
1. 《蜜瓜汁》
2. 《在那裡思考些什麼？》
3. 《浪声之八音盒》（波音のオルゴール）
4. 《蜜瓜汁》純配樂版
5. 《在那裡思考些什麼？》純配樂版
6. 《浪声之八音盒》純配樂版

DVD
1. 《蜜瓜汁》MV
2. 《蜜瓜汁》MV 製作過程影片（Making Video）
3. 《暑假自由研究的發表》

附贈特典
- 全國握手會參加券（只限初回限定版）
- 口袋學生行事曆（16個款式中隨機封入1款）

### 劇場版
劇場版的封面收錄的是此單曲的雙center田島芽瑠和朝長美櫻的獨照，也是四個版本中唯一一個在室外（操場上）拍攝的版本。而唱片的收錄內容如下：
CD
1. 《蜜瓜汁》
2. 《在那裡思考些什麼？》
3. 《天文部的事情》（天文部の事情）
4. 《蜜瓜汁》純配樂版
5. 《在那裡思考些什麼？》純配樂版
6. 《天文部的事情》 純配樂版

附贈特典
- 個別握手會參加券
- 劇場版生寫真（16個款式中隨機封入1款）

## 歌曲與選拔成員

### 蜜瓜汁
《蜜瓜汁》（メロンジュース）是與單曲唱片同名的A面曲，由製作人秋元康作詞，井上義正負責作曲和編曲。此曲是AKS與AIIA（アイア）合作開發、於AIIA旗下遊戲平台網站I-SKY上執行的SNS基礎智慧型手機用卡片角色扮演遊戲《HKT48 光榮的迷宮》（HKT48 栄光のラビリンス）與乐天的綜合廣告企畫「瘋狂口香糖電視台」的電視廣告「博多氣球女孩篇」（博多フーセンガールズ篇）之廣告搭配曲。此曲由兩位二期研究生田島芽瑠和朝長美櫻共同擔任中央位置成員（center），參與演唱的成員名單如下：
- Team H：穴井千尋、多田愛佳、兒玉遥、指原莉乃、松岡菜摘、宮脇咲良、村重杏奈、本村碧唯、森保圓（森保まどか）
- 研究生：田島芽瑠、朝長美櫻、淵上舞、秋吉優花、岡田栞奈、岡本尚子、谷真理佳

此曲的16位選拔成員中有7位是研究生，幾乎佔了選拔組名單的一半，是48集團史上選拔了最多研究生的A面曲。在這7位研究生中，田島、朝長與淵上曾參與第一首單曲《喜歡！喜歡！小跳步！》的演唱，另外4位是新參與，其中田島自第一首單曲起就擔任了center，但朝長在第一首單曲中原本是站在最後排的輔助成員。

### 在那裡思考些什麼？
《在那裡思考些什麼？》（そこで何を考えるか?）是本单曲唱片的主要B面曲，与主打歌同样被收录于全版本的唱片中，由秋元康作词，酒井康男作曲，清水哲平编曲。歌曲由儿玉遥及宮脇咲良担任center。此曲的演唱成员名单如下：
- Team H：穴井千尋、植木南央、熊澤世莉奈、兒玉遥、下野由貴、田中菜津美、中西智代梨、松岡菜摘、宮脇咲良、村重杏奈、本村碧唯、森保圓、若田部遥
- 研究生：安陪恭加、今田美奈、深川舞子

这首歌也是属于HKT48 1期生的第一首原创歌曲。

### 希望的海流
《希望的海流》（希望の海流）是本单曲唱片Type-A版本中收录的B面曲，由秋元康作词，若田部誠作曲并编曲。本曲由小分队“甘口姬”演唱，站在center位置的是團體中知名度較高、在AKB48第32張單曲選拔總選舉中除了指原莉乃名次最高的成员宮脇咲良担任，而站她兩旁的前排成員則分別是多田愛佳與田島芽琉。此曲的演唱成员名单如下：
- Team H：植木南央、多田愛佳、下野由貴、宮脇咲良、村重杏奈、本村碧唯、若田部遥
- 研究生：梅本泉、田島芽瑠、田中優香、朝長美櫻、山田麻莉奈

相比于上张单曲同一小队的名单，秋吉优花由于进入了A面曲选拔而在名单之外，落出A面曲选拔的植木南央与下野由贵两人进入名单，深川舞子则从名单中落选。

### 泥之节拍器
《泥之节拍器》（泥のメトロノーム）是本单曲唱片Type-B版本中收录的B面曲，由秋元康作词，山本加津彦作曲、武藤星兒编曲。本曲由小分队“旨口姬”演唱，站在center位置的是Team H的Ace儿玉遥，兩旁的前排成員則分別是指原莉乃與森保圓。此曲的演唱成员名单如下：
- Team H：穴井千尋、熊澤世莉奈、兒玉遥、指原莉乃、田中菜津美、中西智代梨、松岡菜摘、森保圓
- 研究生：今田美奈、後藤泉、駒田京伽、坂口理子

相比于上张单曲同一小队的名单，谷真理佳由于进入了A面曲选拔而在名单之外，後藤泉、駒田京伽两人初次进入名单，安陪恭加则从名单中落选。

### 浪声之八音盒
《浪声之八音盒》（波音のオルゴール）是本单曲唱片Type-C版本中收录的B面曲，由秋元康作词，福田貴訓作曲、SHIKI编曲。站在center位置的是指原莉乃。此曲的演唱成员名单如下：
- Team H：兒玉遥、指原莉乃、宮脇咲良
- 研究生：田島芽瑠、朝長美櫻

### 天文部的事情
《天文部的事情》（天文部の事情）是本单曲唱片剧场版本中收录的B面曲，由秋元康作词，章夫作曲、若田部誠编曲。与上张单曲同样，搭配在剧场盘的本歌曲由未能进入选拔名单，也未参与小分队“甘口姬”或“旨口姬”成员名单的HKT48研究生们演唱，此曲的演唱成员名单如下：
- 研究生：安陪恭加、伊藤来笑、井上由莉耶、岩花詩乃、宇井真白、上野遥、草場愛、神志那結衣、冨吉明日香、深川舞子

## 特典影片
在Type-A、-B、-C三個版本的DVD中，收錄了稱為 《暑假自由研究的發表》（夏休み自由研究発表）的作品。暑假自由研究是一系列由成員自行尋找題材所拍攝、每段約5分鐘左右片長的影片，內容包括許多不同領域的挑戰。包含Team H與研究生在內的HKT48全體39位成員皆有參與此企畫，其影片分別收錄於Type-A、-B、-C三個不同版本中。
Type-A
| 收錄成員   | 主題                                    | 主題 |
| ---------- | --------------------------------------- | ---- |
| 穴井千尋   | 30分鐘內練熟AKB48《櫻花花瓣》的吉他演奏 |      |
| 植木南央   | 鋼琴自彈自唱甘口姬的《希望的海流》      |      |
| 多田愛佳   | Lovetan的化妝術披露！                   |      |
| 熊澤世莉奈 | 有生以來第一次製作披薩                  |      |
| 兒玉遙     | 徹底調查額頭在日常生活中的活用法！      |      |
| 秋吉優花   | 製作明太子義大利麵                      |      |
| 安陪恭加   | 訓練小狗                                |      |
| 伊藤來笑   | 我喜歡的成員身體部位10大排行            |      |
| 井上由莉耶 | 充實享受一整天的暑假吧！                |      |
| 今田美奈   | 驗證！一起床就能跳《哈密瓜汁》嗎？      |      |
| 岩花詩乃   | 正經研究高竿的自拍方法                  |      |
| 宇井真白   | 與美甲最搭的服裝搭配                    |      |
| 上野遙     | 30分鐘內可以想出多少雙關語？            |      |

Type-B
| 收錄成員   | 主題                                                         | 主題 |
| ---------- | ------------------------------------------------------------ | ---- |
| 指原莉乃   | 和小林善紀正經對談！                                         |      |
| 下野由貴   | 30分鐘內記住JKT48共41名成員的名字                            |      |
| 田中菜津美 | 輕飄飄田中要花幾分鐘時間吃完兩片大披薩？                     |      |
| 中西智代梨 | 用攝影機拍下中西家的不可思議吧！                             |      |
| 松岡菜摘   | 菜摘能用充滿偶像氣息的話語讓大家心動嗎？                     |      |
| 梅本泉     | 能用手指轉籃球多少秒？                                       |      |
| 岡田栞奈   | 用一個小時能把房間整理乾淨嗎？                               |      |
| 岡本尚子   | 氣球藝術講座                                                 |      |
| 草場愛     | 用自創的舞步來跳跳看《哈密瓜汁》吧！                         |      |
| 神志那結衣 | 如果高中生拿著自傲的扮家家酒玩具組來玩，會發展成怎樣的故事？ |      |
| 後藤泉     | 挑戰作便當                                                   |      |
| 駒田京伽   | 插花挑戰                                                     |      |
| 坂口理子   | 挑戰當電台DJ                                                 |      |

Type-C
| 收錄成員   | 主題                                                       | 主題 |
| ---------- | ---------------------------------------------------------- | ---- |
| 宮脇咲良   | 尋找最快流出眼淚的方法                                     |      |
| 村重杏奈   | 10分鐘內可以生出幾個搞笑段子呢？                           |      |
| 本村碧唯   | 挑戰彩繪美甲的製作                                         |      |
| 森保圓     | 成員們提出的要求全都做做看！                               |      |
| 若田部遙   | 挑戰做麵包                                                 |      |
| 田島芽瑠   | 如果成員們變成動物的話，會是什麼動物呢？                   |      |
| 田中優香   | 如果邊做仰臥起坐邊唱《喜歡！喜歡！小跳步！》需花上幾分鐘？ |      |
| 谷真理佳   | 答出自己的五大優點                                         |      |
| 冨吉明日香 | 邊看VTR邊檢視自己是如何成長起來                            |      |
| 朝長美櫻   | 用博多腔讀「桃太郎」                                       |      |
| 深川舞子   | 無論怎樣的狀態下都能心算出來嗎？                           |      |
| 淵上舞     | 將小學時代的自由研究修再次發表                             |      |
| 山田麻莉奈 | 用書法寫出動畫台詞                                         |      |

## 外部連結
- HKT48官方YouTube频道公开播放影片：
  - YouTube上的《蜜瓜汁》MV
  - YouTube上的《希望的海流》MV（short ver.）
  - YouTube上的《泥之節拍器》MV（short ver.）
- 電視廣告合作曲影片
  - YouTube上的樂天CGB「博多氣球女孩」（樂天CGB官方YouTube頻道）（日語）
- 單曲宣傳街宣車
  - YouTube上的在澀谷行走的《甜瓜汁》街宣車
- 日本環球音樂官方唱片介紹頁 （页面存档备份，存于）：（日語）
  - Type-A （页面存档备份，存于）
  - Type-B （页面存档备份，存于）
  - Type-C （页面存档备份，存于）